# Yvan Pommaux

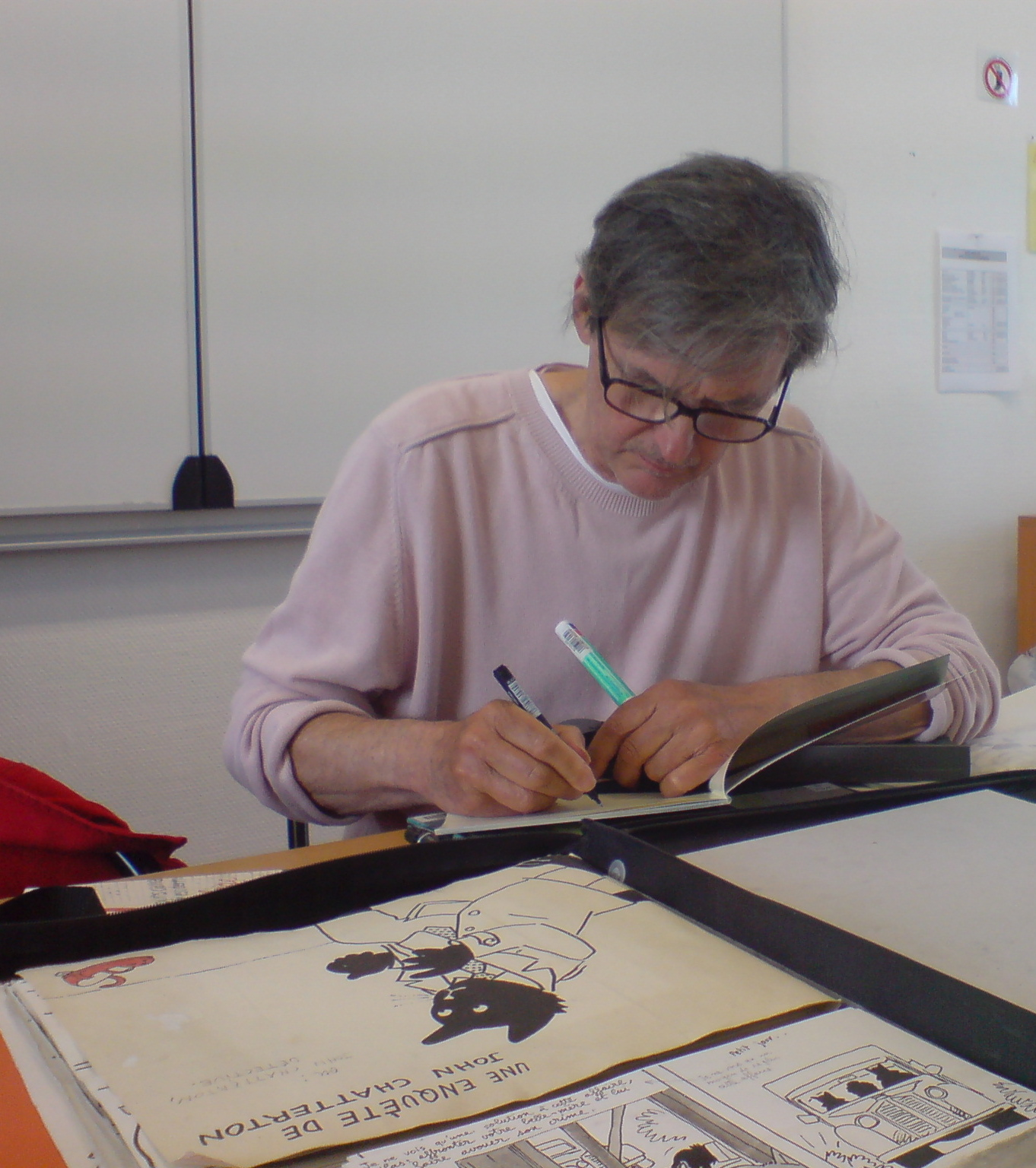
Yvan Pommaux

Yvan Pommaux (* 13. September 1946 in Vichy, Département Allier) ist ein französischer Kinder- und Jugendbuchautor, der das Ausdrucksmittel Comic in einigen seiner Werke oder in Teilen davon benutzt.

## Werk
Pommaux zeichnet im Stil der Ligne claire. Er ist geprägt durch klare Linien und zurückhaltende Farben, Nachtszenen werden nur leicht durch Blau unterlegt. Einige seiner Handlungen spielen im Tal der Loire. Einer seiner Helden ist John Chatterton, der in einer märchenhaften Umgebung in eine Kriminalgeschichte gerät.
Der neueste Band des Autors und Zeichners Pommaux behandelt die Irrfahrten des Odysseus in einem achtzig Seiten starken Comic.

## Kritiken
Detektiv John Chatterton
- Jury des Deutschen Jugendliteraturpreises: "Dieses Bilderbuch ist eine wahre Schatzkiste alter und neuer Bilderwelten. Märchenfiguren begegnen Symbolen der Graffiti-Kunst: Hänsel meets Haring. Aufgebaut wie ein Comic, im Stil des Ligne Clair, verbindet die Bildgeschichte altbekannte Märchenmotive mit neuen Sehgewohnheiten aus Film und Fernsehen und verknüpft Elemente der Detektivgeschichte mit solchen des film noir. Sie lebt aus dem Spaß des Wiedererkennens, der nicht nur junge Leser reizt. Die eigenwilligen Formen, sparsame und flächige Farbakzente und verblüffende Perspektiven, bieten ein vergnügliches Bilder-Lesevergnügen. Die Montage verschiedener Stile spielt, ganz im Sinn postmoderner Ironie, mit den Versatzstücken heutiger Medienerfahrungen. Damit geht dieses Bilderbuch bewusst über gattungs- und altersbedingte Begrenzungen hinaus."[1]

Eine Katze in der Nacht
- FAZ: "Er hat uns zwar schon verteufelt coole Versionen von Rotkäppchen und Schneewittchen beschert, doch keines seiner Werke war wie dieses hier: wild wie ein junger Kater und romantisch wie alle ersten Nächte auf den Dächern einer unbekannten Stadt. Wer je ein junger Leser war, weiß, wovon ich rede."[2]

## Bibliografie
- L'aventure. L'école des loisirs, Paris 1976.
- Claquila, Krok et Porkepik. L'école des loisirs, Paris 1979.
- Chico le clown amoureux. 1980.
- Disputes et chapeaux. L'école des loisirs, Paris 1993, ISBN 2-211-01549-2.
- John Chatterton détective. 1993.
  - Detektiv John Chatterton. Moritz Verlag, Frankfurt am Main 1994, ISBN 3-89565-009-9.
- Lilas. 1995, (John Chatterton).
  - deutsch von Anima Kröger: Lilly: Ein Fall für John Chatterton. Moritz Verlag, Frankfurt am Main 1996, ISBN 3-89565-037-4.
- Une nuit, un chat ... 1995.
  - deutsch von Anima Kröger: Eine Katze in der Nacht. Moritz Verlag, Frankfurt am Main 1996, ISBN 3-89565-050-1.
- Le grand sommeil. 1998, (John Chatterton).
  - deutsch von Anima Kröger: John Chatterton: Der große Schlaf. Moritz Verlag, Frankfurt am Main 1998, ISBN 3-89565-081-1.
- L'Île du Monstril. L'école des loisirs, Paris 2000, ISBN 2-211-06821-9.
  - deutsch von Bettina Wegenast: Achtung, Ungeheuer! Moritz Verlag, Frankfurt am Main 2001, ISBN 3-89565-127-3.
- Tout est calme. L'école des loisirs, Paris 2001, ISBN 2-211-06192-3.
- Avant la télé. Dokumentation. L'école des loisirs, Paris 2002, ISBN 2-211-06863-4.
- Thésée. 2007.
- À la rivière.
- Véro en Mai. 2008.
- Casse-tout. 2010.
  - deutsch von Bettina Wegenast: Die Antwort auf alles. Moritz Verlag, Frankfurt am Main 2010, ISBN 978-3-89565-216-5.
- Ulysse aux mille ruses. 2012.
  - deutsch von Erika und Karl E. Klewer: Odysseus, listenreich und unbeirrt. Nach Homers Odyssee. Moritz Verlag, Frankfurt am Main 2011, ISBN 978-3-89565-254-7.[3]
- Troie, la guerre toujours recommence (d'après L'Iliade d'Homère). 2012.
  - deutsch: Troja. Moritz Verlag, Frankfurt am Main 2013, ISBN 978-3-89565-259-2.

## Preise und Auszeichnungen
- 1995: Deutscher Jugendliteraturpreis in der Kategorie „Bilderbuch“ für Detektiv John Chatterton.
- 1996: Max-und-Moritz-Preis in der Kategorie „Beste deutsche Publikation für Kinder und Jugendliche“ für das gleiche Buch.